# Emīls Liepiņš
Emīls Liepiņš (Dobele, 29 d'octubre de 1992) és un ciclista letó, professional des del 2011. Actualment corre a les files de l'equip Team DSM-Firmenich PostNL.

## Palmarès
- 2018
  - 1r al Poreč Trophy
  - 1r a la Fletxa de Heist
  - 1r a la Baltic Chain Tour i vencedor d'una etapa
  - Vencedor d'una etapa a l'Istrian Spring Trophy
- 2019
  - Vencedor d'una etapa a la Setmana Internacional de Coppi i Bartali
- 2022
  -  Campió de Letònia en ruta
- 2023
  -  Campió de Letònia en ruta
- 2024
  -  Campió de Letònia en ruta

### Resultats a la Volta a Espanya
- 2020. 124è de la classificació general